# Les Enfants de minuit
Les Enfants de minuit (titre original : Midnight's Children) est un roman en anglais de Salman Rushdie. Il est paru en avril 1981 chez Jonathan Cape au Royaume-Uni. La traduction en français paraît en 1983 aux éditions Stock dans une traduction de Jean Guiloineau.
L'année de sa parution, ce roman a valu à Rushdie le James Tait Black Memorial Prize et le Booker Prize. En 2008, à l'occasion du quarantième anniversaire de la création du Booker Prize, le roman a été élu meilleur Booker Prize (en) de l'histoire du prix anglais. C'est aussi le seul livre indien à figurer sur la liste des 100 meilleurs romans écrits en anglais entre 1923 et 2005 (en), établie par le magazine Time.

## Résumé
Les Enfants de Minuit présente une allégorie de l'histoire de l'Inde entre l'Indépendance en 1947 et la fin des années 70. Saleem Sinai, le héros et narrateur de l'histoire, naît à minuit précise le 15 août 1947, au moment même où l'Inde devient indépendante. Il raconte l'histoire de sa vie rétrospectivement, en même temps qu'il la raconte à sa future femme, Padma. Sa vie est un miroir des événements historiques de l'époque, depuis les premiers gouvernements de l'Indépendance jusqu'aux années de gouvernement d'Indira Gandhi, en passant par le Pakistan et le Bangladesh. Le roman est divisé en trois livres. 
Le premier livre raconte les origines de la famille de Saleem, depuis la rencontre de ses grands-parents au Cachemire et leur vie à Agra, jusqu'à la naissance de Saleem à Bombay. L'intrigue du roman repose sur le fait que Saleem a un don spécial : c'est un enfant magique, caractéristique qui vient de ce qu'il est né au moment précis de l'Indépendance. Or Amina, sa mère, a consulté un astrologue qui lui a prédit que Saleem aurait un rôle important à jouer dans l'histoire de son pays s'il naissait à ce moment-là. Mais ce qu'Amina ne sait pas, c'est que son enfant a en réalité été échangé avec un autre enfant, Shiva, né au même moment. L'erreur est due à Mary Pereira, la nurse et future nourrice de Saleem. Saleem, mais aussi Shiva qui deviendra son ennemi juré, sont les deux premiers Enfants de minuit, et en tant que tels, ils possèdent de très grands pouvoirs magiques. 
Le deuxième livre retrace l'enfance puis l'adolescence de Saleem, son exode de Bombay au Pakistan avec sa famille, ainsi que ses problèmes en famille ou à l'école. Par ailleurs, Saleem découvre rapidement que les 1001 enfants indiens nés entre minuit et une heure du matin le jour de l'indépendance de l'Inde ont différents pouvoirs spéciaux, dont la puissance diminue à mesure que leur naissance est éloignée de minuit. Saleem, lui, peut lire dans les pensées de tout le monde, grâce à son nez qu'il a particulièrement grand et qui coule sans discontinuer. Cela lui permet d'organiser une radio dans sa tête, afin que tous les Enfants de minuit entrent en communication les uns avec les autres. Cependant, ses parents l'emmènent un jour se faire nettoyer les sinus, et il perd ainsi son pouvoir. Le livre s'achève sur la mort de sa famille, tuée par une bombe au Pakistan. 
Dans le troisième et dernier livre, on découvre Saleem à l'âge adulte. Il prend part à la guerre que mène le Pakistan occidental contre sa province rebelle, le Pakistan oriental, qui deviendra le Bangladesh ; mais Saleem a complètement perdu la mémoire. Un séjour dans la jungle lui permet cependant de la retrouver. Ensuite, il rencontre Parvati-la-Sorcière, une autre Enfant de minuit, qui lui redonne son nom. Ensemble, ils font face à la politique de nettoyage des ghettos mise en place par Sanjay, le fils d'Indira Gandhi, dont la politique est très critiquée dans cette dernière partie du livre. Consciente que les enfants de minuit constituent une menace pour son gouvernement, Indira Gandhi les fait enlever et stériliser. Par ailleurs, Parvati et Saleem se marient, et Parvati donne naissance à un fils, Aadam, qui est en réalité le fils biologique de Shiva : ainsi, ironie du sort, le fils de Saleem est le petit-fils biologique de ses grands-parents. Saleem s'installe ensuite dans une usine de fabrication de chutney, avec son ancienne nourrice Mary Pereira, et tâche de mettre l'Histoire de l'Inde en conserve (ce qui est la métaphore pour l'écriture du livre), afin que son fils Aadam puisse en profiter.

## Problème judiciaire
Jugeant que Salman Rushdie a diffamé sa famille, Indira Gandhi l'attaque en justice. Toutefois, le différend trouvera un règlement à l'amiable: une phrase jugée offensante par Indira Gandhi sera supprimée des éditions ultérieures.

## Adaptation cinématographique
En 2012, Deepa Mehta réalise Midnight's Children dont l'adaptation est écrite par Salman Rushdie.